# Lúcio Bébio Honorato
Lúcio Bébio Honorato (em latim: Lucius Baebius Honoratus) foi um senador romano nomeado cônsul sufecto para o nundínio de maio a junho de 85 com Marco Arrecino Clemente.